# MS Szare Szeregi
MS Szare Szeregi – jeden z serii (BCT 70) sześciu masowców klasy Panamax zbudowanych dla PŻM w kopenhaskiej stoczni Burmeister & Wain w latach 1991–1992. Pływał pod banderą Vanuatu. Statek nosił imię Szarych Szeregów. Zezłomowany w 2014 roku w stoczni złomowej w Pakistanie
Podstawowe dane jednostki: 
- długość: ~228,5 m
- długość między pionami ~224,55 m
- szerokość: ~32 m
- ciężar pustego statku 13575,0 ton
- nośność: ~73 500 DWT
- zanurzenie konstrukcyjne: ~14 m
- prędkość: 14 węzłów
- napęd główny: silnik wysokoprężny, dwusuwowy, nawrotny, Hyundai - MAN B&W typu 5S60MC, osiągający moc 8010 kW (10 900 KM) przy 95 obr./min napędzający jedną śrubę napędową, prawoskrętną o średnicy 6,90 m i skoku stałym równym 4,85 m

Do tej serii statków należą również: 
- MS Polska Walcząca
- MS Legiony Polskie
- MS Orlęta Lwowskie
- MS Armia Krajowa
- MS Solidarność